# (32945) Lecce
1995 WR5 (asteroide 32945) é um asteroide da cintura principal. Possui uma excentricidade de 0.08049040 e uma inclinação de 11.57913º.
Este asteroide foi descoberto no dia 24 de novembro de 1995 por Vincenzo Silvano Casulli em Colleverde.